# Aleksandar Nedeljković
Aleksandar Nedeljković (* 27. Oktober 1997 in Vranje) ist ein serbischer Volleyballspieler.

## Karriere
Nedeljković begann seine Karriere bei OK Vranje. Von 2015 bis 2017 spielte er bei Kosovska Mitrovica. Dann wurde der Mittelblocker vom polnischen Erstligisten Skra Bełchatów verpflichtet. Mit dem Verein gewann er in der Saison 2017/18 die nationale Meisterschaft. Anschließend wechselte er zum Ligakonkurrenten AZS Częstochowa. In der Saison 2019/20 spielte er wieder in der heimischen Liga für OK Spartak Subotica. Von 2020 bis 2022 war er in Tschechien bei VK Lvi Prag aktiv. Im Sommer 2022 wurde Nedeljković in die serbische Nationalmannschaft berufen. Zur Saison 2022/23 wechselte er zum deutschen Bundesligisten VfB Friedrichshafen.